# Дивоптах великий
Дивопт́ах вели́кий, вели́кий ра́йський птах (Paradisaea apoda) — птах, що належить до родини дивоптахових (Paradisaeidae) ряду горобцеподібних (Passeriformes).

## Опис
Дивоптах великий — найбільший представник з роду Paradisaea (у зв'язку з чим у багатьох мовах у назві виду використовується означення великий): самці у довжину сягають 43 см (без хвоста), самиці менші за розміром: 35 см. Забарвлення оперення демонструє статевий диморфізм. У раціон представників цього виду здебільшого входять фрукти, насіння та дрібні комахи.

## Поширення
Великі райські птахи населяють низинні та гористі ліси південного заходу Нової Гвінеї та острови Ару, Індонезія.

## Цікаві факти
Шведський природознавець Карл Лінней у 1758 році описав цей вид і назвав його за створеною ним же біномінальною номенклатурою Paradisaea apoda, що в перекладі приблизно означає безногий райський птах (лат. apoda — безногий). Така незвична назва зумовлена тим, що місцеві жителі відрізали ноги цим птахам, виготовляючи з них прикраси. До Європи потрапляли безногі шкурки цих птахів. Унаслідок цього в європейців виникло хибне уявлення про те, що ці птахи були ніби прекрасними «гостями з раю», які завжди літали в повітрі, ніколи не торкаючись землі.

## Галерея

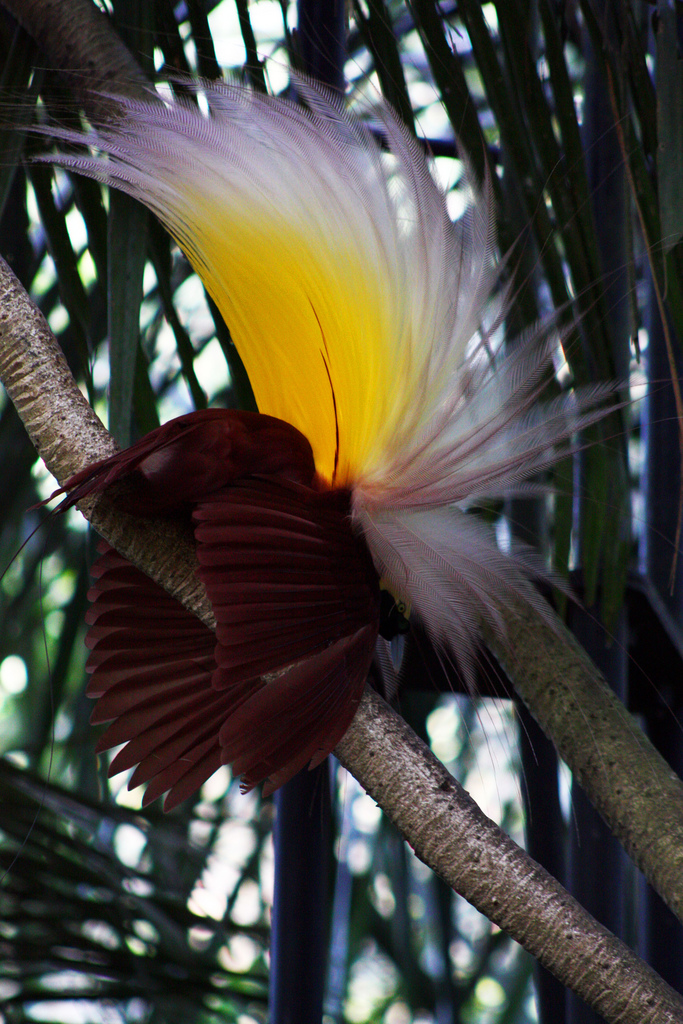
Дивоптах великий демонструє яскраве оперення
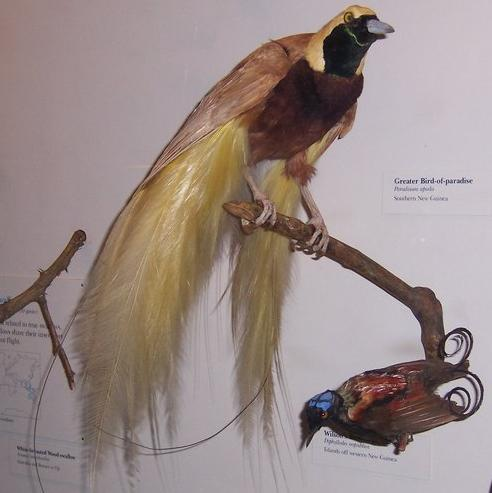
Опудало птаха
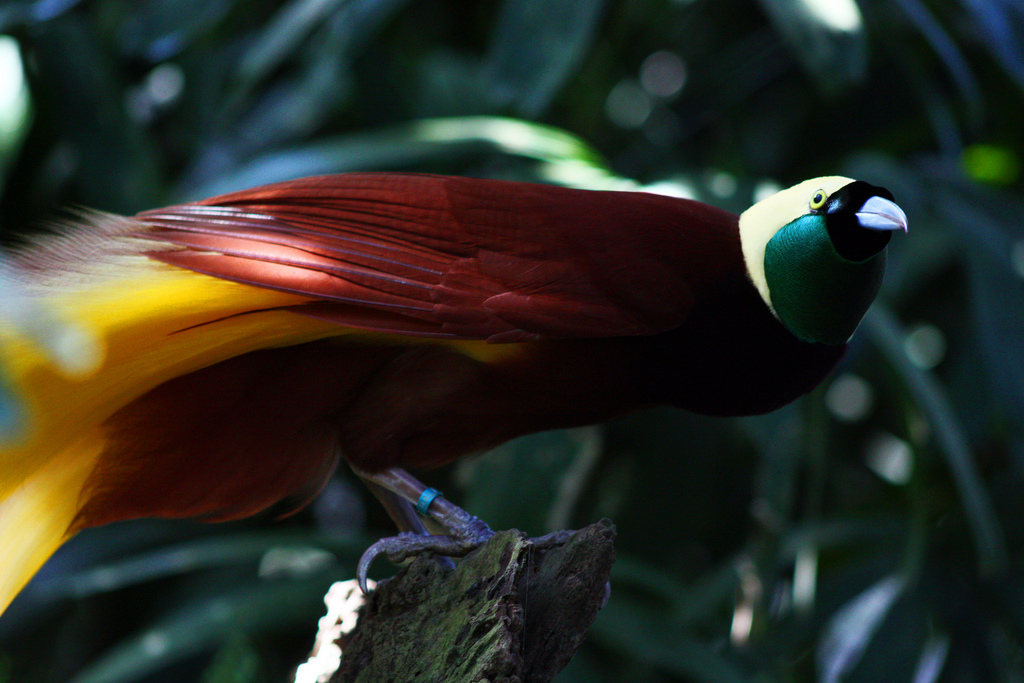
Фотографія збоку
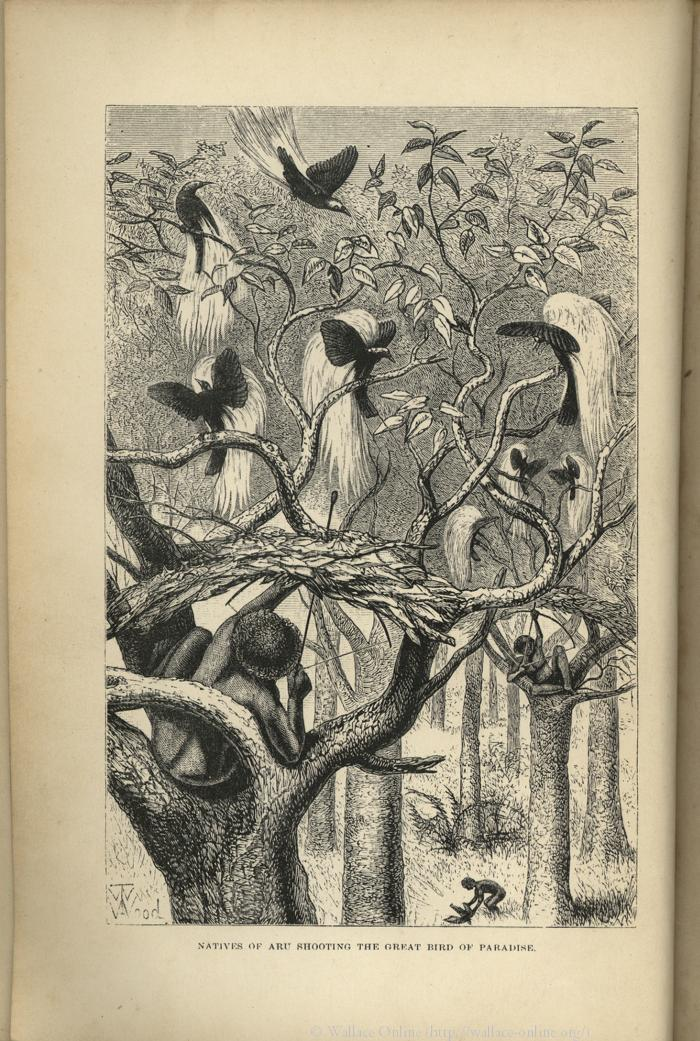
Ілюстрація до книги «Малайський архіпелаг» (Т. 2) Альфреда Рассела Воллеса, де зображено дивоптахів великих, на яких полюють аборигени